# Madness (film)
Madness är en svensk lågbudget-skräckfilm från 2010, producerad av Stockholm Syndrome Film och regissörstrion Sonny Laguna, David Liljeblad och Tommy Wiklund.  Yohanna Idha spelar huvudrollen. Filmen handlar om några svenskamerikaner i Minnesota som hamnar i klorna på en familj betydligt mindre civilserade svenskättlingar.

## Handling
Minnesota, tidigt 1990-tal. Tara och Jenna är på väg till en cheerleadertävling i Minneapolis. På vägen plockar de upp två charmiga liftare, Chad och Oliver. Plötsligt kastar en enögd man ett dött djur på deras vindruta vilket får dem att krascha. En smutsig bonde kör strax förbi och plockar upp dem. Men istället för att köra dem till närmsta mack kör han dem till en isolerad stuga i skogen. Där väntar tortyr, våldtäkt och avrättningar.

## Rollista
- Yohanna Idha - Tara
- Andreas Vaehi - Chad
- Victoria Bloom - Jenna
- Max Wallmo - Oliver
- Tommy Wiklund - En-Öga
- Sonny Laguna - Aaron
- Jonas Wilk - Bob
- Anders Åkerblom - Farfar Gotfried
- Anna Adolfsson - Gravid flicka

## Inspiration
Filmen tar tydlig inspiration från filmer som Motorsågsmassakern, Den sista färden och The Hills Have Eyes.

## Mottagande
Filmen fick väldigt dålig kritik, men har sålts för distribution till USA, Tyskland och Frankrike.